# Isuzu Yamada
Isuzu Yamada (山田 五十鈴?, Yamada Isuzu; Osaka, 5 febbraio 1917 – Tokyo, 9 luglio 2012) è stata un'attrice giapponese la cui carriera sul palco e sullo schermo ha attraversato otto decenni.

## Biografia

### Primi anni
Yamada era nata a Osaka con il nome di Mitsu Yamada. Suo padre, Kusuo Yamada, era un attore teatrale shinpa specializzato in ruoli onnagata e sua madre, Ritsu, era una geisha. La sua famiglia era povera, ma sotto l'influenza di sua madre, iniziò a studiare nagauta e danza tradizionale giapponese dall'età di sei anni.

## Carriera
Yamada entrò a far parte della Nikkatsu come suonatrice di shamisen e debuttò come attrice cinematografica nel 1930 all'età di tredici anni, apparendo nel film Ken o Koete di Kunio Watanabe, al fianco di Denjirō Ōkōchi. Successivamente lavorò principalmente in film storici diretti da Tomu Uchida. Presto divenne una delle migliori attrici della Nikkatsu.
Il suo incontro con Kenji Mizoguchi è decisivo: nel 1934, all'età di diciassette anni, soppiantò nelle grazie del regista l'attrice Takako Irie. Quando Mizoguchi fondò la società di produzione Daiichi Eiga con il produttore Masaichi Nagata, chiese a Isuzu Yamada di unirsi a loro. Accetta e diventa l'attrice meglio pagata negli anni Trenta, con uno stipendio mensile di 1000 yen, dieci volte più di quello che guadagnava in Nikkatsu. Ed è con Elegia di Osaka e The Sisters of Gion (1936), in ruoli di eroina ribelle contro la sua condizione, che si impose definitivamente, guadagnando popolarità e consensi dalla critica.
Dopo il fallimento della Daiichi Eiga, passò alla Shinkō Kinema e poi alla Toho, recitando in una serie di film con Kazuo Hasegawa, come Tsuruhachi Tsurujirō di Mikio Naruse (1938) e Kinō Kieta Otoko di Masahiro Makino (1941), che la resero una star.
Successivamente, divenne l'amante del regista Teinosuke Kinugasa, con il quale girò La battaglia dell'estate a Osaka (1937) e La principessa serpente (1940). Durante gli anni Quaranta, divenne piuttosto discreta e recitando più spesso a teatro. Va ricordata - una rarità per l'epoca - la sua interpretazione con la sciabola in Meito Bijomaru (La spada di Bijomaru) di Kenji Mizoguchi nel 1945.
Dopo la guerra, partecipò a vari movimenti democratici e progressisti, poi alla creazione della compagnia Shinsei Eiga Sha (1950), sotto l'egida del critico marxista Akira Iwasaki. Apparve nei film della sinistra indipendente, Una donna che cammina da sola sulla terra (1953) Fumio Kamei o nello stesso anno, Hiroshima di Hideo Sekigawa. Ciò non le impedì di lavorare per le grandi aziende cinematografiche. Interpretò ruoli importanti per Mikio Naruse (Nagareru nel 1956), Yasujirō Ozu (Crepuscolo di Tokyo nel 1957) e Akira Kurosawa (Il trono di sangue nel 1957, La sfida del samurai nel 1961).
Negli anni sessanta, Isuzu Yamada si allontanò dal cinema per dedicarsi al teatro e alla televisione, dove il suo ruolo più famoso è nella serie Hissatsu.
Nel 2000 è diventata la prima attrice a ricevere l'Ordine della Cultura e nel 2002 ha detto addio alle scene all'età di 85 anni dopo aver girato oltre 250 film tra il 1930 e il 1985.
Yamada è morta a Tokyo all'età di 95 anni.

### Vita privata
Isuzu Yamada si è sposata quattro volte e ha avuto una figlia, l'attrice Michiko Saga (1935-1992) con il suo primo marito Ichiro Tsukida. Il suo ultimo marito, Tsutomu Shimomoto, morì nel 2000.

## Filmografia

### Film (parziale)

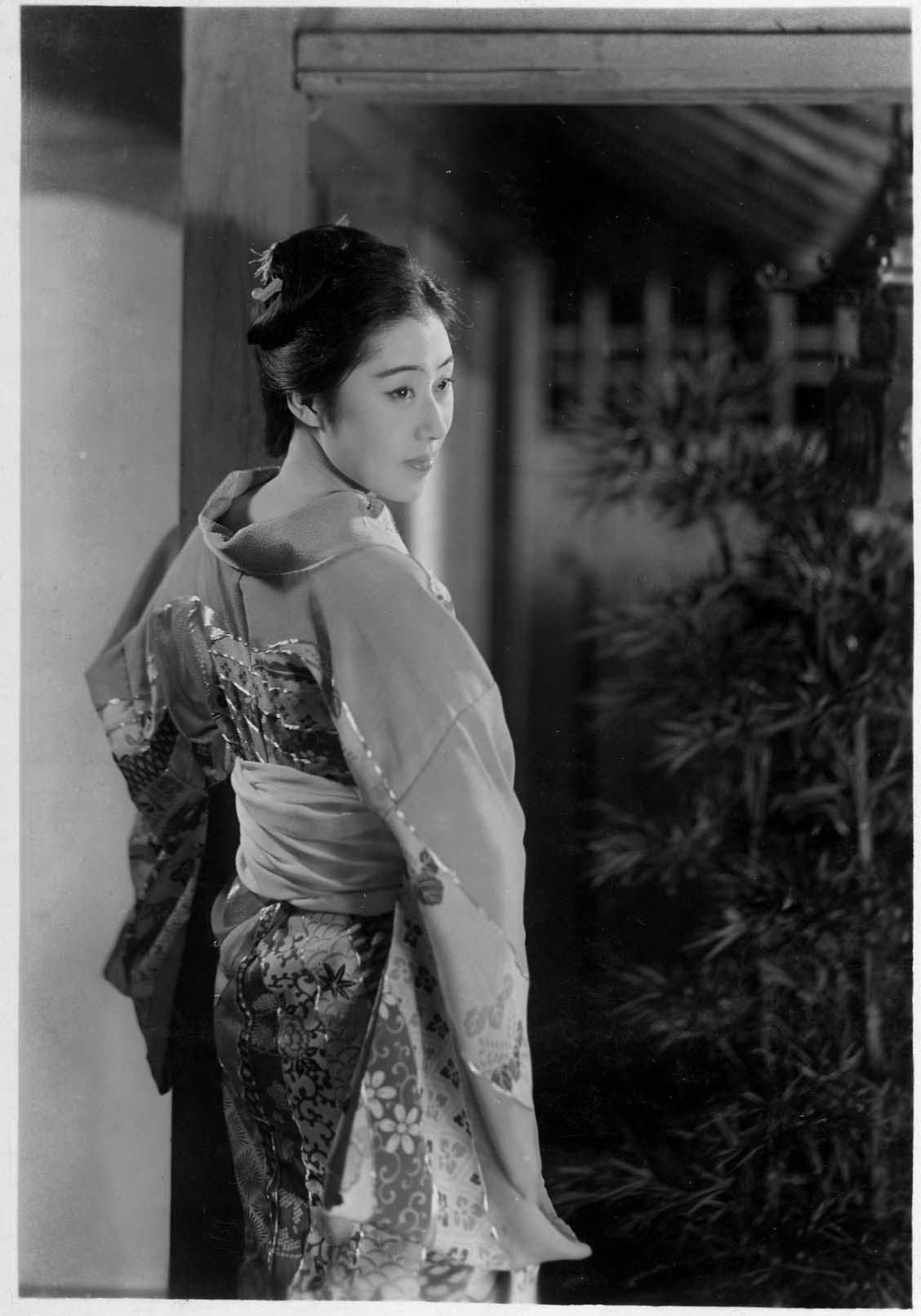
Isuzu Yamada in O-Sen delle cicogne di carta, 1935

- 1930, Ken o Koete di Kunio Watanabe
- 1932, Kokushi musō (國士無双) di Mansaku Itami
- 1934, Aizō Tōge di Kenji Mizoguchi
- 1935, O-Sen delle cicogne di carta (折鶴お千 Orizuru osen) di Kenji Mizoguchi
- 1935, Maria no Oyuki ((マリヤのお雪) di Kenji Mizoguchi
- 1936, Elegia di Osaka (浪華悲歌 Naniwa erejî) di Kenji Mizoguchi
- 1936, Le sorelle del Gion (祇園の姉妹 Gion no shimai) di Kenji Mizoguchi
- 1938, Tsuruhachi Tsurujirō	di Mikio Naruse
- 1941, Kinō Kieta Otoko di Masahiro Makino
- 1945, Meito Bijomaru (La spada di Bijomaru) di Kenji Mizoguchi
- 1946, Aru yo no Tonosama di Teinosuke Kinugasa
- 1952, Gendai-jin di Minoru Shibuya - presentato al Festival di Cannes 1953
- 1953, Shukuzu di Kaneto Shindō
- 1954, Tōjin Okichi di Mitsuo Wakasugi
- 1955, Takekurabe di Heinosuke Gosho
- 1955, Il Cristo di bronzo (青銅の基督 Seido no Kirisuto) di Minoru Shibuya
- 1956, Nagareru di Mikio Naruse
- 1957, Crepuscolo di Tokyo (東京暮色 Tōkyō boshoku), di Yasujirō Ozu
- 1957, Il trono di sangue (蜘蛛巣城 Kumonosu-jō), di Akira Kurosawa
- 1957, Kuroi kawa (黒い河) di Masaki Kobayashi
- 1957, I bassifondi (どん底 Donzoko) di Akira Kurosawa
- 1961, La sfida del samurai (用心棒 Yōjinbō, lett. "La guardia del corpo"), di Akira Kurosawa
- 1961, Ōsaka-jō Monogatari di Hiroshi Inagaki
- 1962, La grande muraglia (Shin no shikôtei) di Shigeo Tanaka
- 1975, Aru eiga-kantoku no shôgai di Kaneto Shindô
- 1978, Yagyû ichizoku no inbô di Kinji Fukasaku
- 1982, Giwaku di Yoshitarō Nomura
- 1984, Hissatsu! di Masahisa Sadanaga

### Televisione
- 1985, Hissatsu serie televisiva in 26 episodi

### Documentari
- 2002, Akira Kurosawa: It Is Wonderful to Create di Yoshinari Okamoto

## Premi e riconoscimenti
- 1953: Blue Ribbon Awards alla migliore attrice per i film Gendai-jin e Hakone fūunroku
- 1953: Mainichi Film Concours alla migliore attrice per Gendai-jin e Hakone fūunroku
- 1956: Blue Ribbon Awards alla migliore attrice non protagonista Takekurabe
- 1957: Blue Ribbon Awards alla migliore attrice per Neko to Shōzō to futari no onna et Nagareru
- 1957: Premio Kinema Junpō alla migliore attrice per Neko to Shōzō to futari no onna et Nagareru
- 1957: Mainichi Film Concours alla migliore attrice per Neko to Shōzō to futari no onna et Nagareru
- 1957: Premio Kinema Junpō alla migliore attrice per Il trono di sangue, I bassifondi e Shitamachi
- 1993: Persona di merito culturale
- 1993: Premio Asahi nella categoria Letteratura, arte, sport ed educazione